# Wallace Fox
Wallace Fox (Purcell, 9 marzo 1895 – Hollywood, 30 giugno 1958) è stato un regista statunitense.

## Filmografia parziale

### Regista
- The Bandit's Son (1927)
- Driftin' Sands (1928)
- The Ridin' Renegade (1928)
- Breed of the Sunsets (1928)
- Man in the Rough (1928)
- Trail of Courage (1928)
- The Avenging Rider (1928)
- Come and Get It! (1929)
- The Amazing Vagabond (1929)
- Laughing at Death (1929)

- Partners of the Trail (1931)
- Near the Trail's End (1931)
- Devil on Deck (1932)
- Cannonball Express (1932)
- Trapped in Tia Juana (1932)

- Bowery Blitzkrieg (1941)
- Il corpo scomparso (The Corpse Vanishes) (1942)
- Let's Get Tough! (1942)
- A mezzanotte corre il terrore (Bowery at Midnight) (1942)
- 'Neath Brooklyn Bridge (1942)
- The Girl from Monterrey (1943)
- Pride of the Plains (1944)
- Brenda Starr, Reporter (1945)
- I tigrotti di New York (Docks of New York) (1945)
- Pillow of Death (1945)
- The Vigilante (1947)
- The Gay Amigo (1949)
- West of Wyoming (1950)
- Blazing Bullets (1951)

### Aiuto regista
- Un figlio del Sahara (A Son of the Sahara), regia di Edwin Carewe (1924)